# Solina (Pologne)
Pour les articles homonymes, voir Solina.
Solina est une localité polonaise de la gmina de Solina, située dans le powiat de Lesko en voïvodie des Basses-Carpates.